# Pier Carola Pagani
Pier Carola Pagani (Bergamo, 10 novembre 1963) è un'ex marciatrice italiana.

## Biografia
Ad inizio carriera era una mezzofondista; in seguito ha iniziato a marciare.
L'8 ottobre 1988 con il tempo di 46'14"8 stabilisce il record italiano dei 10000 m di marcia.
Nel 1990 si è piazzata in nona posizione agli Europei indoor di Glasgow nei 3000 m; sempre nello stesso anno ha partecipato anche agli Europei outdoor, nei quali ha gareggiato nei 10 km, terminando la gara in dodicesima posizione. Nel 1992 ha partecipato nuovamente agli Europei indoor, a Genova, sempre nei 3000 m, piazzandosi in ottava posizione. In carriera ha inoltre partecipato a 3 edizioni della Coppa del mondo di marcia, ottenendo come miglior piazzamento individuale un diciassettesimo posto nell'edizione del 1991, nella quale ha anche vinto una medaglia d'argento a squadre.
In carriera ha vinto complessivamente 7 medaglie ai campionati italiani assoluti (un oro, 2 argenti e 4 bronzi) e 3 medaglie ai campionati italiani assoluti indoor (tutte di bronzo).

## Palmarès
| Anno | Manifestazione | Sede    | Evento        | Risultato | Prestazione | Note |
| ---- | -------------- | ------- | ------------- | --------- | ----------- | ---- |
| 1990 | Europei indoor | Glasgow | Marcia 3000 m | 9ª        | 12'40"18    |      |
| 1990 | Europei        | Spalato | Marcia 10 km  | 12ª       | 46'55"      |      |
| 1992 | Europei indoor | Genova  | Marcia 3000 m | 8ª        | 12'14"74    |      |

## Campionati nazionali
1978
- Bronzo ai campionati italiani allievi, 1500 m piani
- Oro ai campionati italiani allievi di corsa campestre

1979
- Argento ai campionati italiani allievi, 1500 m piani

1984
- 4ª ai campionati italiani assoluti, marcia 5000 m
- 4ª ai campionati italiani assoluti indoor, marcia 3000 m

1985
- 4ª ai campionati italiani assoluti, marcia 5000 m
- 8ª ai campionati italiani assoluti, marcia 10 km
- 9ª ai campionati italiani assoluti indoor, marcia 3000 m

1986
- 9ª ai campionati italiani assoluti, marcia 5000 m
- 4ª ai campionati italiani assoluti indoor, marcia 3000 m

1988
- Oro ai campionati italiani assoluti, marcia 5000 m - 22'33"82
- Bronzo ai campionati italiani assoluti, marcia 10 km

1989
- 4ª ai campionati italiani assoluti, marcia 5000 m
- Bronzo ai campionati italiani assoluti, marcia 10 km

1990
- Bronzo ai campionati italiani assoluti, marcia 5000 m
- Argento ai campionati italiani assoluti, marcia 10 km
- Bronzo ai campionati italiani assoluti indoor, marcia 3000 m

1991
- Bronzo ai campionati italiani assoluti, marcia 5000 m
- Argento ai campionati italiani assoluti, marcia 10 km
- Bronzo ai campionati italiani assoluti indoor, marcia 3000 m

1992
- Bronzo ai campionati italiani assoluti indoor, marcia 3000 m

## Altre competizioni internazionali
1980
- Bronzo alle Gymnasiadi, 1500 m piani

1983
- 46ª nella Coppa del mondo di marcia ( Bergen)

1985
- 41ª nella Coppa del mondo di marcia ( Saint John's)

1991
- 17ª nella Coppa del mondo di marcia ( San Jose)
- Argento a squadre nella Coppa del mondo di marcia ( San Jose) - 180 p.